# Nadir (astronomie)
Pour les articles homonymes, voir Nadir.

Diagramme montrant la relation entre zénith, nadir et différents types d'horizon.

Le nadir (de l'arabe نظير, nadhir, « opposé ») est, en astronomie, le point de la sphère céleste représentatif de la direction verticale descendante, c'est-à-dire le point de la sphère céleste « en dessous » d'un endroit particulier. Il est donc l'opposé du zénith.
Par extension, le nadir peut signifier « le point le plus bas ».